# Horst Görlitz
Horst Görlitz (* 20. September 1921 in Halle (Saale); † 25. November 2012 in Karlsruhe) war ein deutscher Wasserspringtrainer und ausgebildeter Luftfahrttechniker.
Als Trainer betreute der beinamputierte Horst Görlitz ab dem 1. Juli 1950 Spitzen-Turmspringer der DDR und war bei den Europameisterschaften 1954 in Turin Cheftrainer. Am 1. Januar 1955 wurde er Springtrainer bei der HSG Wissenschaft Halle, setzte sich aber im Oktober 1955 über Warschau, wo die Weltfestspiele stattfanden, in den Westen nach Karlsruhe ab. In dieser Zeit leitete er gemeinsam mit Peter Strähle die Springerschule Karlsruhe.
Von 1958 bis 1968 war er Staatstrainer Italiens. Bei den Olympischen Sommerspielen 1960 betreute er Lamberto Mari und Walter Messa und bei den Olympischen Sommerspielen 1964 Franco Cagnotto und Klaus Dibiasi, der 1968 Olympiasieger in Mexiko-Stadt wurde. Die Zöglinge Italo Salice und Bruno Rossi erreichten dort nicht das Finale.
Nach seiner Rückkehr im Jahre 1970 nach Karlsruhe setzte er gemeinsam mit Peter Strähle und Helmut Hünerfauth eine systematische Talentsuche und -förderung um. Vom 1. Januar 1969 bis 31. Dezember 1981 war er Bundestrainer für den Deutschen Schwimmverband (DSV). Er trainierte Norbert Huda, Dieter Dörr und Renate Piotraschke.
Horst Görlitz legte Wert darauf, Autodidakt zu sein. Sein in der Ausbildung zum Flugzeugbauer erworbenes Wissen wendete er für das Wasserspringen an. Akribisch beschrieb er den Anlaufschritt. Er starb 91-jährig nach kurzer Krankheit und wurde auf dem Karlsruher Hauptfriedhof bestattet.

## Ehrungen
Das Springerzentrum im Fächerbad wurde 2012 nach ihm benannt. 2016 wurde er als einziger Wassersprungtrainer posthum als Legende des Sports in die International Swimming Hall of Fame aufgenommen.